# Microtrochalus hexaphyllus
Microtrochalus hexaphyllus är en skalbaggsart som beskrevs av Moser 1924. Microtrochalus hexaphyllus ingår i släktet Microtrochalus och familjen Melolonthidae. Inga underarter finns listade i Catalogue of Life.